# アダムズ郡 (イリノイ州)
アダムズ郡（英: Adams County）は、アメリカ合衆国イリノイ州西部に位置する郡である。人口は6万5737人（2020年）。郡庁所在地はクインシーであり、同郡で人口最大の都市である。
アダムズ郡はミズーリ州に跨るクインシー小都市圏に属している。

## 歴史
アダムズ郡は1825年にパイク郡から分離して設立された。郡名は第6代アメリカ合衆国大統領ジョン・クインシー・アダムズに因んで名付けられた。郡庁所在地のクインシーも同様である。

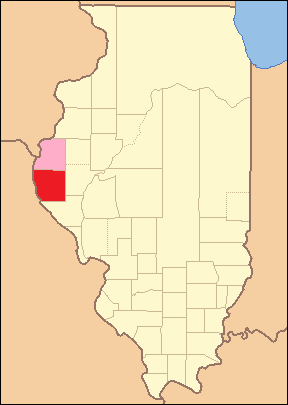
1825年郡創設時の郡領域、組織化が行われていないハンコック郡が付設されていた
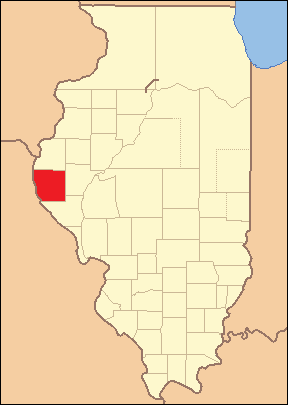
1829年から現在の領域

## 地理
アメリカ合衆国国勢調査局に拠れば、郡域全面積は871.34平方マイル (2,256.8 km2)であり、このうち陸地855.20平方マイル (2,215.0 km2)、水域は16.14平方マイル (41.8 km2)で水域率は1.85％である。

### 主要高規格道路
- 州間高速道路172号線
- アメリカ国道24号線
- アメリカ国道36号線
- イリノイ州道57号線
- イリノイ州道61号線
- イリノイ州道94号線
- イリノイ州道96号線
- イリノイ州道104号線
- イリノイ州道336号線

### 隣接する郡
- ハンコック郡 - 北
- ブラウン郡 - 東
- スカイラー郡 - 東
- パイク郡 - 南
- マリオン郡 (ミズーリ州) - 西
- ルイス郡 (ミズーリ州) - 西

### 国立保護地域
- グレート川国立野生生物保護区（部分）

## 気候と気象
近年、郡庁所在地であるクインシー市の平均気温は1月の16°F (-9 ℃) から7月の88°F (31 ℃) まで変化している。過去最低気温は1979年1月に記録された-21°F (-29 ℃) であり、過去最高気温は2005年7月に記録された105°F (41 ℃) である。月間降水量は1月の1.36インチ (35 mm) から5月の4.61インチ (117 mm) まで変化している。

## 人口動態

人口ピラミッド

以下は2000年国勢調査による人口統計データである。
| 基礎データ - 人口: 68,277人 - 世帯数: 26,860 世帯 - 家族数: 17,996 家族 - 人口密度: 31人/km2（80人/mi2） - 住居数: 29,386軒 - 住居密度: 13軒/km2（34軒/mi2） 人種別人口構成 - 白人: 95.10% - アフリカン・アメリカン: 3.07% - ネイティブ・アメリカン: 0.16% - アジア人: 0.40% - 太平洋諸島系: 0.01% - その他の人種: 0.31% - 混血: 0.95% - ヒスパニック・ラテン系: 0.83% 先祖による構成 - ドイツ系：48.4％ - アメリカイギリス系：22.4％ - アイルランド系：8.6％ 言語による構成 - 英語：97.2％ - スペイン語：1.3％ | 年齢別人口構成 - 18歳未満: 24.9% - 18-24歳: 8.8% - 25-44歳: 26.4% - 45-64歳: 22.4% - 65歳以上: 17.6% - 年齢の中央値: 38歳 - 性比（女性100人あたり男性の人口） - 総人口: 92.7 - 18歳以上: 89.7 世帯と家族（対世帯数） - 18歳未満の子供がいる: 31.1% - 結婚・同居している夫婦: 54.2% - 未婚・離婚・死別女性が世帯主: 9.8% - 非家族世帯: 33.0% - 単身世帯: 28.5% - 65歳以上の老人1人暮らし: 13.2% - 平均構成人数 - 世帯: 2.44人 - 家族: 3.00人 収入と家計 - 収入の中央値 - 世帯: 34,784米ドル - 家族: 44,133米ドル - 性別 - 男性: 31,171米ドル - 女性: 21,083米ドル - 人口1人あたり収入: 17,894米ドル - 貧困線以下 - 対人口: 10.0% - 対家族数: 7.4% - 18歳未満: 12.0% - 65歳以上: 8.9% |

## 政治
アダムズ郡はイリノイ州の中では田園部にあり、他地域とは文化的に孤立しているので、他郡よりも保守的である。郡庁所在地のクインシー市は社会的に保守的なカトリック教徒の数が多い。また私立のカトリック系リベラルアーツ大学であるクィンシー大学のキャンパスがあり、ウェスタン・カトリック・ユニオンがあることも同様な傾向を持たせている。

2008年大統領選挙では共和党候補のジョン・マケインに61％の支持を与え、イリノイ州出身の民主党候補バラク・オバマは38％に留まった。

| 年     | 民主党                                       | 共和党                                     | 第3政党                 |
| ------ | -------------------------------------------- | ------------------------------------------ | ----------------------- |
| 2008年 | (W)(I) オバマ/バイデン 38.6% 11,794          | マケイン/ポーリン 60.6% 18,711             |                         |
| 2004年 | (I) ケリー/エドワーズ 33% 10,511             | (W) G・W・ブッシュ/チェイニー 66% 20,834   |                         |
| 2000年 | (I) ゴア/リーバーマン 40.5% 12,197           | (W) G・W・ブッシュ/チェイニー 57.6% 17,331 | ネーダー 1.2% 371       |
| 1996年 | (W)(I) クリントン/ゴア 39.9% 11,336          | ドール/ケンプ 48.7% 13,836                 | Perot 10.8% 3,069       |
| 1992年 | (W)(I) クリントン/ゴア 37.2% 11,748          | G・ブッシュ/クエール 42.8% 13,529          | Perot 19.5% 6,157       |
| 1988年 | Dukakis/Bentsen 46.3% 13,768                 | (W)(I) G・ブッシュ/クエール 53.3% 15,831   |                         |
| 1984年 | モンデール/フェラロ 33.7% 10,336             | (W)(I) レーガン/モンデール 66.0% 20,225    |                         |
| 1980年 | カーター/モンデール 33.2% 10,606             | (W)(I) レーガン/G・ブッシュ 62.2% 19,842   | アンダーソン 3.8% 1,202 |
| 1976年 | (W) カーター/モンデール 39.1% 11,926         | (I) フォード/ドール 59.7% 18,189           |                         |
| 1972年 | マクガヴァン/シュライバー 30.3% 9,055        | (W)(I) ニクソン/アグニュー 69.5% 20,731    |                         |
| 1968年 | ハンフリー/マスキー 35.9% 11,521             | (W)(I) ニクソン/アグニュー 54.3% 17,444    | ウォレス 9.7% 3,115     |
| 1964年 | (W)(I) L・ジョンソン/ハンフリー 56.7% 18,321 | ゴールドウォーター/ミラー 43.3% 13,993     |                         |
| 1960年 | (W)(I) ケネディ/ L・ジョンソン 44.2% 14,827  | ニクソン/ロッジ 55.7% 18,674               |                         |

## 郡区

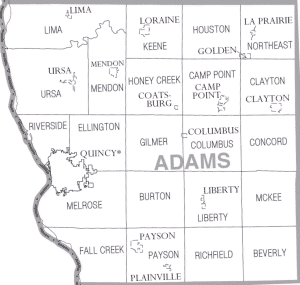
アダムズ郡の郡区図

アダムズ郡は下記23の郡区に分割されている。
| - ビバリー - バートン - キャンプポイント - クレイトン - コロンバス | - コンコード - エリントン - フォールクリーク - ジルマー - ハニークリーク | - ヒューストン - キーン - リバティ - リマ - マッキー | - メルローズ - メンドン - ノースイースト - ペイソン - クインシー | - リッチフィールド - リバーサイド - アーサ |

## 都市と町

### 都市
- クインシー - 郡庁所在地

### 村
| - キャンプポイント - クレイトン - コーツバーグ - コロンバス - ゴールデン | - ラプレーリー - リバティ - リマ - ロレーン - メンドン | - ペイソン - プレーンビル - アーサ |

### 未編入の町
| - ビバリー - ビッグネック - バートン - フォールクリーク - ファウラー | - ヒッコリーグローブ - ケラービル - キングストン - マーブルヘッド - マーセリン | - マイア - ノースクインシー - パロマ - リッチフィールド |

## 見どころ
- アダムズ郡祭
- ベイビュー橋
- バートン洞穴
- フォールクリーク景観公園
- ゴールデン風車
- ジョン・ウッド邸宅
- ソークノーク・スカウト保護地
- サイローム・スプリングス州立公園
- スピリット・ノブ・ワイナリー
- ビラ・キャサリン
- ウェイバリング公園

## 教育

### 統合教育学区
- セントラル・コミュニティ・ユニット教区学区第3
- リバティ・コミュニティ・ユニット教区学区2
- メンドン・コミュニティ・ユニット教区学区4
- ペイソン・コミュニティ・ユニット教区学区1
- クインシー公立教区学区第172

郡内には私立学校が8校ある。

### カレッジと大学
- ブレッシング・リーマン看護学校
- ジョン・ウッド・コミュニティカレッジ
- クインシー大学